# Eupithecia affinata
Eupithecia affinata là một loài bướm đêm trong họ Geometridae.